# Jaan Raudsepp
Jaan Raudsepp (* 3. Augustjul. / 15. August 1873greg. in Vaalu, heute Landgemeinde Otepää, Kreis Valga, Estland; † 16. März 1945 in Dresden) war ein estnischer Ingenieur und Politiker.

## Leben und Wirken
Jaan Raudsepp wurde im damaligen Livland als Sohn eines Landwirts geboren. Er besuchte die Schule in Tartu. Anschließend studierte er am Polytechnischen Institut in der livländischen Hauptstadt Riga. Raudsepp war dort Gründungsmitglied der Korporation Vironia, die zum Jahresende 1900 als erste national-estnische Studentenverbindung überhaupt ins Leben gerufen wurde. 1898 schloss er sein Studium als Ingenieur ab.
Nach verschiedenen Posten in Riga sowie in Russland kehrte Raudsepp 1924 nach Estland zurück. Er wurde dort zunächst Chefingenieur des estnischen Eisenbahnamts (Eesti Raudteevalitus). 1927 wurde er zum Direktor des Eisenbahnamts ernannt. Die Behörde unterstand dem Verkehrsministerium der Republik Estland. Raudsepp hatte das Amt bis zu seiner Pensionierung im März 1939 inne.
Der parteilose Jaan Raudsepp war vom 19. Februar bis zum 19. Juli 1932 Verkehrsminister der Republik Estland in der kurzlebigen Koalitionsregierung von Staats- und Regierungschef Jaan Teemant. Dasselbe Amt hatte er bis zum 1. November 1932 in der Regierung von Karl Einbund inne.
1944 floh Raudsepp vor der (zweiten) sowjetischen Besetzung Estlands nach Deutschland. Er starb als Flüchtling in Folge eines alliierten Luftangriffs auf Dresden im März 1945. Raudsepp wurde 71 Jahre alt.